# Patricia Jones
Patricia „Pat” Jones, później Dalziel (ur. 16 października 1930 w Kamloops, zm. 23 sierpnia 2000 w Victorii) – kanadyjska lekkoatletka specjalizująca się w krótkich biegach sprinterskich, uczestniczka letnich igrzysk olimpijskich w Londynie (1948), brązowa medalistka olimpijska w biegu sztafetowym 4 x 100 metrów.

## Sukcesy sportowe
- mistrzyni Kanady w biegu na 100 metrów – 1948[3]

| Rok  | Miasto   | Zawody                         | Konkurencja                        | Wynik                    |
| ---- | -------- | ------------------------------ | ---------------------------------- | ------------------------ |
| 1948 | Londyn   | Igrzyska olimpijskie           | sztafeta 4 × 100 m bieg na 100 m   | brązowy medal 5. miejsce |
| 1950 | Auckland | Igrzyska Imperium Brytyjskiego | sztafeta na 220-110-220-110 jardów | brązowy medal            |

## Rekordy życiowe
- bieg na 100 metrów – 12,1 – Vancouver 01/07/1948[4]